# Carlota Álvarez Basso
Carlota Álvarez Basso, (Vigo, 13 de julio de 1964)  es una gestora cultural española especializada en arte contemporáneo, con una larga trayectoria en la gestión y comisariado de exposiciones. En el año 2018 fundó, junto con Diego Mas Trelles, el Festival  Cine por mujeres Madrid. Dicho festival continua programándose en años sucesivos.  En ese mismo año 2018 fue elegida una de las Top 100 Mujeres Líderes de España en la categoría de Cultura, Ocio y Deporte.
En marzo de 2020 puso en marcha, también con Diego Mas Trelles, el proyecto RAMPA (Red Abierta de Mujeres profesionales del Audiovisual), un directorio abierto y en línea que permite la localización de las profesionales del audiovisual en España, con el objetivo de dotarlas de mayor visibilidad y de paliar las posibles desigualdades territoriales que existen en el sector.

## Biografía
Álvarez Basso nació en Vigo, en el seno de una familia de intelectuales y con inquietudes artísticas. Cuando se trasladó a Francia, para realizar sus estudios universitarios, dedicó sus fines de semana a ver exposiciones y museos. Se diplomó en Maîtrise en Sociologie en el año 1986, en la Universidad de Nanterre en París, título que posteriormente fue convalidado por la licenciatura en Sociología en la Universidad Complutense de Madrid. En esta universidad completó sus estudios realizando los cursos de doctorado sobre el consumo cultural en España en el Departamento de Sociología IV, Teoría de la Comunicación, campo interdisciplinar entre la Facultad de Ciencias de la Información, Sociología y Bellas Artes. Trabajó como socióloga especializada en Marketing Aplicado al Consumo Cultural, hasta que se trasladó a Nueva York, a principios del año 1990, donde realizó prácticas durante 9 meses en el Departamento de "Video-Art" Museo de Arte Moderno de Nueva York (MOMA).
Siendo muy joven se consideró feminista, realizando su activismo personal y profesionalmente en la defensa de la igualdad y el reconocimiento de mujeres artistas, visibilizando el talento femenino. Muestra de ello es la organización del Festival Cine por Mujeres, que si bien su estreno coincidió con el ambiente social y la conciencia del movimiento #MeToo y las manifestaciones del 8 de marzo de 2018, fue el resultado de un proceso de diseño que venía trabajándose años atrás.

## Trayectoria profesional

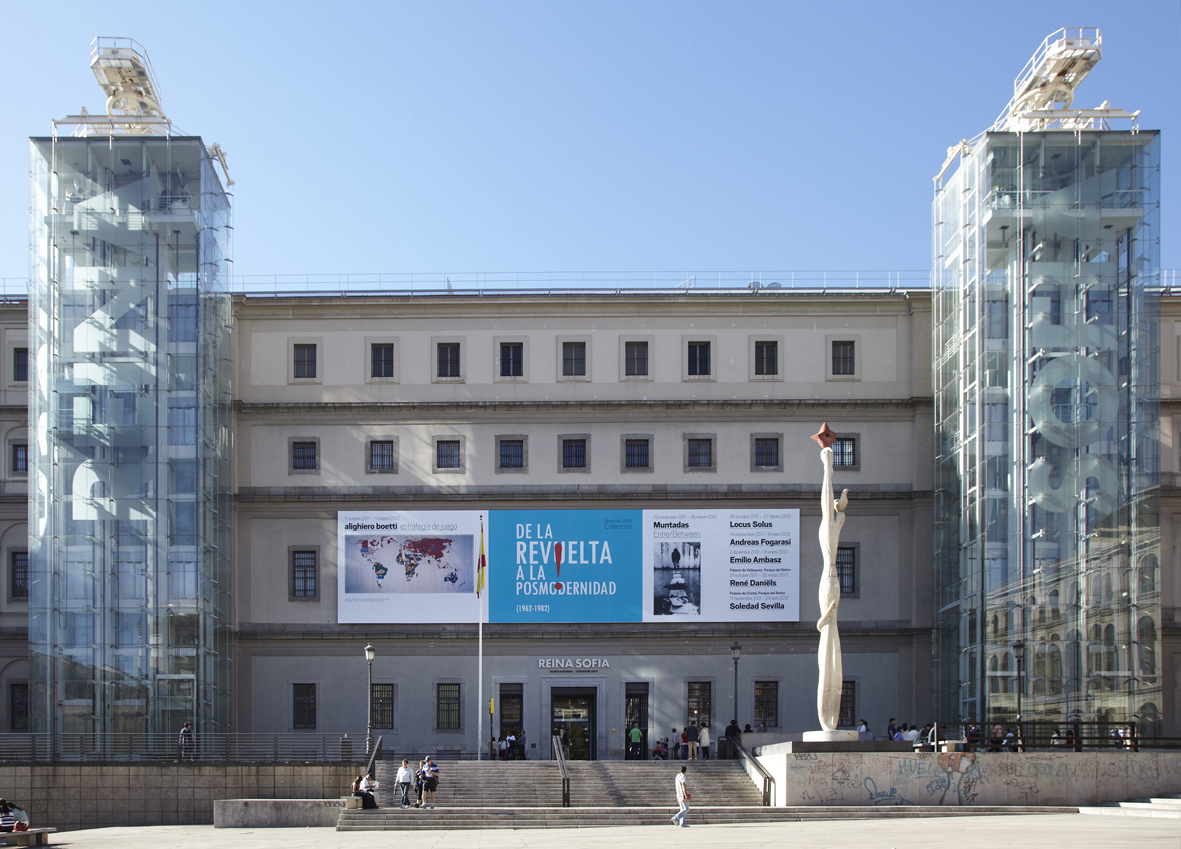
Edificio Sabatini. Museo Nacional Centro de Arte Reina Sofía

Carlota Álvarez Basso regresó a España, después de su estancia en Nueva York, y fue contratada por el Museo Nacional Reina Sofía de Madrid. Allí puso en marcha el departamento de Audiovisuales, en el que desarrolló su actividad como jefa del Departamento de Obras de Arte Audiviosuales desde enero de 1992 a marzo de 1999. Durante este periodo, realizó diversos programas como Coregrafiar para la cámara, Señales de vídeo o Gordon Matta-Clarkː vistas a través de lo invisible. Además se encargó de la programación de las salas de cine del museo.
Poco después se convirtió en la primera directora y gerente del Pazo de Congresos e Exposición de Pontevedra (reconvertido como Pazo da Cultura de Pontevedra), inaugurado en 1999. Llevó la dirección, programación y gestión de todas las actividades realizadas en este organismo autónomo, en el Teatro Principal de Pontevedra y en el recinto ferial, hasta 2001. Álvarez Bassó eligió la exposición de la Lambert Art Collection (LAC) para la inauguración, con 242 obras de 84 artistas de reconocimiento internacional, desde Man Ray, Matthew Barney, Sarah Lucas o Kiki Smith ofreciendo una gran variedad de formatos y amplia temática y singular perspectiva de la significación de la fotografía en el arte moderno y de su propia capacidad para representar ideales estéticos. La exposición, con sede estable en Suiza, inició su itinerancia en 1997, siendo Pontevedra el único lugar en el que se pudo ver en España, antes de continuar por otros países.

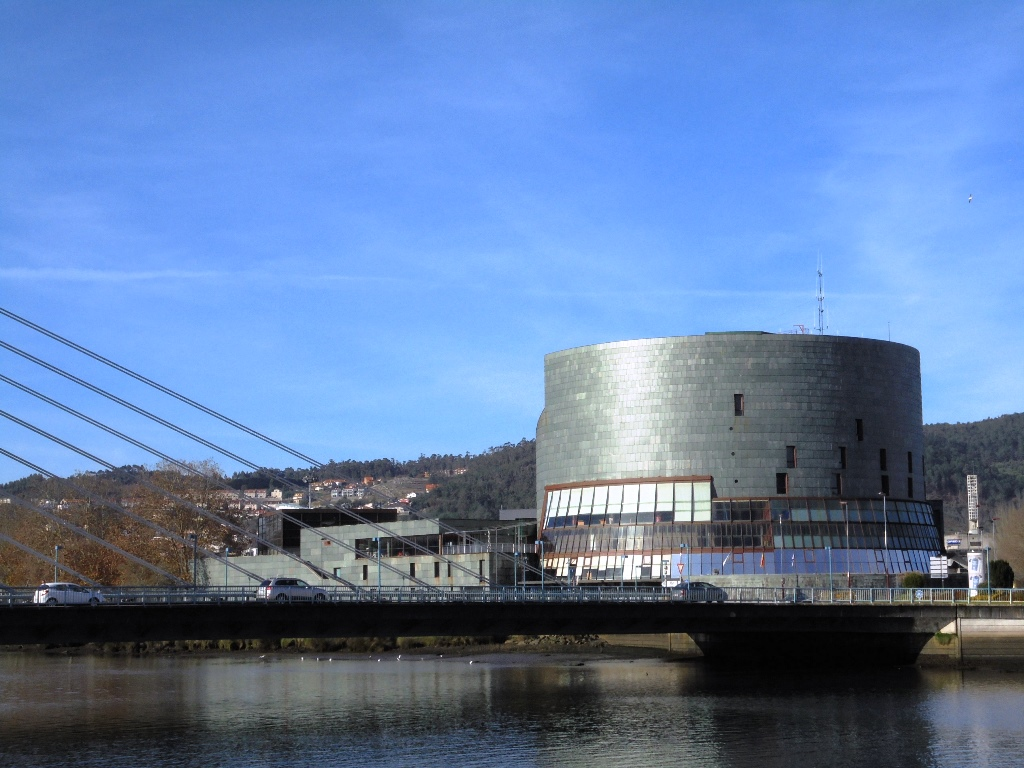
Pazo da Cultura de Pontevedra

Diseñó, puso en marcha y fue la primera directora del Museo de Arte Contemporáneo, MARCO de Vigo en 2001 hasta 2005. Coordinando cuatro instituciones y enfrentándose al desafío de crear hábitos de consumo cultural entre la población. Finalmente logró el consenso social e institucional para el funcionamiento del museo, siempre con la convicción de facilitar el acceso de la ciudadanía a la cultura más actual y que fomente el espíritu crítico.
Dimitió de su cargo en el MARCO en el año 2005 y pasó a ser la Directora de Proyectos de la Sociedad Estatal de Conmemoraciones Culturales del Ministerio de Cultura español (SEEC). En esta etapa, destacan entre otras acciones, la puesta en marcha de la web www.2008culturas.com del Ministerio de Cultura y Deporte, en colaboración con la SECC, con "la voluntad de ser instrumento y motor del diálogo entre las distintas culturas que componen Europa y el resto del mundo", proporcionando acceso a la información relacionada con el diálogo intercultural, capaz de cohesionar distintas sociedades en su diversidad, favoreciendo la comprensión y el conocimiento mutuo a través de la cultura.
La Fundación Córdoba Ciudad Cultural nombró gerente a Álvarez Basso en septiembre de 2008. Desde esta fundación y hasta el año 2011 dirigió y defendió la candidatura de la ciudad andaluza a la designación de Capital Europea de la Cultura 2016, que finalmente no se consiguió.
En marzo de 2012 fue nombrada directora general de Planeamiento y Evaluación Cultural del Ayuntamiento de Madrid, desde donde dirigió y redactó el PECAM (Plan Estratégico de Cultura del Ayuntamiento de Madrid), además de llevar la dirección de los proyectos y la ejecución del programa Madrid Activa, llevando espectáculos de teatro, danza y música a los 21 distritos de Madrid.

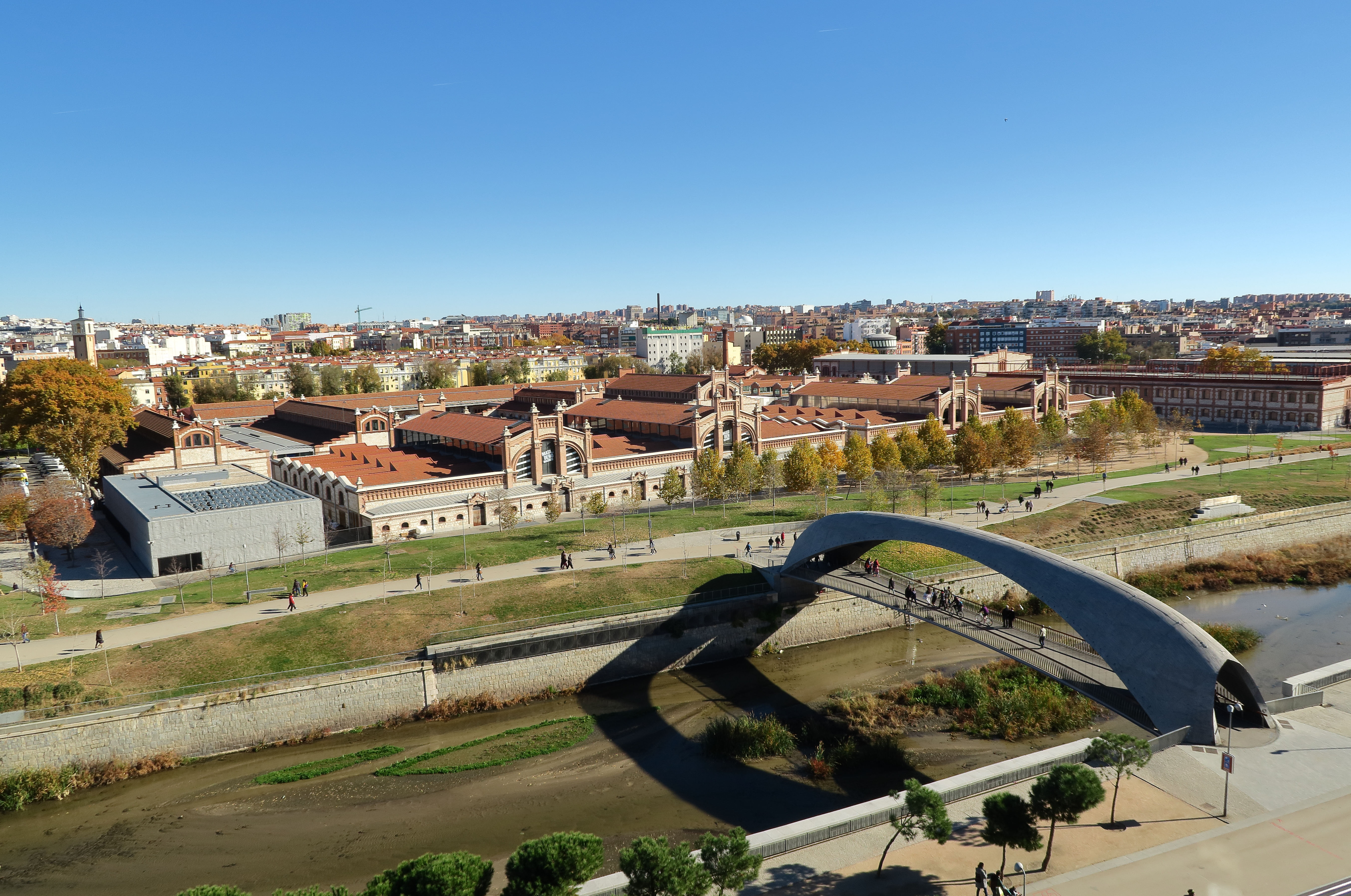
Matadero Madrid, vista desde Madrid Río

Poco tiempo después, desde enero de  2013 hasta diciembre de 2017, fue nombrada directora del centro cultural Matadero Madrid, concebido desde el Ayuntamiento de Madrid como un espacio interdisciplinar de intercambio de ideas sobre la cultura y los valores de la sociedad contemporánea, abierto a la participación de toda la ciudadanía. El posicionamiento internacional, como un gran centro dedicado a la creación contemporánea fue uno de sus retos durante su mandato. Para ello, se basó en dos actuaciones. Por un lado, la creación de una red de instituciones colaboradoras de una escala similar a Matadero para coproducir, convencida de que el futuro de Matadero está en la coproducción. Por otro lado, atraer a profesionales internacionales para que conozcan la escena y el tejido cultural madrileño y las instalaciones. Precisamente en la VI Conferencia Marketing de las Artes de 2014, manifestó su defensa de la gestión cultural basada en el trabajo en red con otras entidades y en los patrocinios.
En febrero de 2018, regresó al Museo Nacional de Arte Reina Sofía para trabajar en la Subdirección Artística del museo desarrollando Proyectos Especiales, como El poder del Arte, que conmemora los 40 años de la Constitución Española.
Carlota Álvarez Basso ha comisariado múltiples exposiciones nacionales e internacionales, ha sido Presidenta-Fundadora de la ADACE (Asociación de Directores de Museos y Centros de Arte Contemporáneo de España), y ha sido miembro de varios comités de honor y consejos asesores de instituciones culturales de España. Es autora de textos críticos para catálogos y ha participado en numerosos jurados de premios y festivales, así como en conferencias y mesas redondas de ámbito nacional e internacional.

### Festival Cine por mujeres

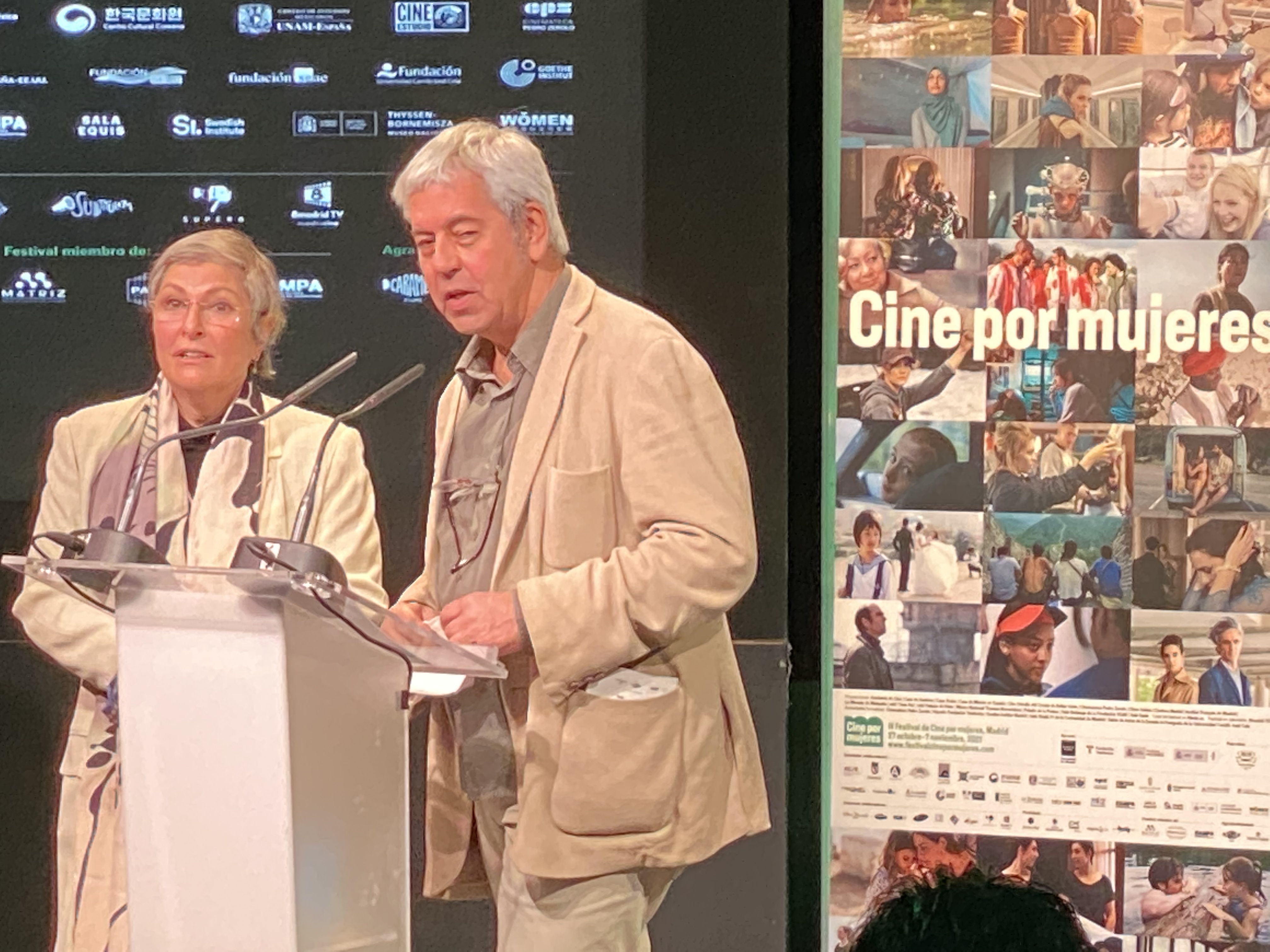
Carlota Álvarez Basso y Diego Mas Telles en la presentación del Festival de Cine por mujeres 2021

Carlota Álvarez Basso, ante la falta de un festival de cine y mujeres en Madrid, fundó en 2018 el Festival Cine por Mujeres en codirección con Diego Mas Trelles, realizador de documentales y asesor de varios festivales de cine, con el objetivo de hacer visible la producción de creadoras españolas reivindicando su papel para combatir la desigualdad: "mientras la balanza no se equilibre -señaló- el Festival Cine por Mujeres tendrá razón de ser". La primera edición del Festival Cine por Mujeres tuvo 7 espacios culturales de Madrid como sedes. La segunda edición en 2019 se amplió a 12 sedes del centro de la ciudad, incluyendo La Casa Árabe, el Instituto Francés y la Filmoteca Española entre otras.

## Premios y reconocimientos
En 2018 fue elegida una de las Top 100 Mujeres Líderes de España, en su octava edición, en la categoría de Cultura, Ocio y Deporte, junto con Almudena Grandes y Olvido Gara. Esta iniciativa, promovida por Mercedes Wullich, directora de Mujeres&Cía, tiene por objetivo visibilizar el talento femenino en España, poniendo el foco en mujeres que destacan en todos los ámbitos de la sociedad.